# Archosauria
Archosauria este o cladă de diapside, care a evoluat de la Archosauriformes în timpul Triasicului timpuriu. Unicii reprezentanți în viață în prezent a acestei clade sunt păsările și crocodilienii. Arhosaurii sunt clasificați în general ca reptile, în sensul cladistic al termenului care include păsările. Arhosaurii extincți includ dinozauri non-aviari, pterozauri și rude dispărute ale crocodilienilor. Paleontologii moderni definesc Arhosauria ca un grup coroană care include cel mai recent strămoș comun al păsărilor vii și al crocodilienilor și al tuturor descendenților săi.
Arhosaurii s-au diversificat rapid în urma extincției în masă din Permian-Triasic (~ 252 milioane de ani), devenind cele mai mari și mai dominante vertebrate terestre din Triasicul mijlociu până la următoarea extincție în masă, Extincția Cretacic–Paleogen (~ 66 milioane de ani).